# Hrabstwo Hocking
Hrabstwo Hocking (ang. Hocking County) – hrabstwo w stanie Ohio w Stanach Zjednoczonych. Obszar całkowity hrabstwa obejmuje powierzchnię 423,60 mil2 (1 097,13 km²). Według danych z 2010 r. hrabstwo miało 29 380 mieszkańców. Hrabstwo powstało 1 marca 1818 roku.

## Sąsiednie hrabstwa
- Hrabstwo Perry (północny wschód)
- Hrabstwo Athens (południowy wschód)
- Hrabstwo Vinton (południe)
- Hrabstwo Ross (południowy zachód)
- Hrabstwo Pickaway (zachód)
- Hrabstwo Fairfield (północny zachód)

## Miasta
- Logan

## CDP
- Carbon Hill
- Haydenville
- Rockbridge

## Wioski
- Buchtel
- Laurelville
- Murray City